# Francisco José Ruiz Muñoz
Francisco José Ruiz Muñoz (1981) es un ingeniero agrónomo, maestro destilador, y político chileno.
Fue el último Gobernador Provincial de Cauquenes (4 de julio de 2018 - 14 de julio de 2021) y fue el primer Delegado Presidencial Provincial de Cauquenes (14 de julio de 2021 - 11 de marzo de 2022).

## Formación Profesional
Francisco José Ruiz Muñoz cursó tanto la enseñanza básica como media en el Liceo Inmaculada Concepción de Cauquenes. Posteriormente estudió Ingeniería Agronómica en la Facultad de Ciencias Agronómicas de la Universidad de Chile. Posee un MBA por la Universidad Rey Juan Carlos, y además es Doctor en Zootecnia (PhD in Zootechnics and Sustainable Management) por Cambridge International University.
Es también martillero público, y perito judicial de la Corte de Apelaciones de Talca. Ha sido profesor en diferentes materias del área agrícola y de administración de empresas en centros de formación técnica. Posee dos Diplomados, uno en Mercados Eléctricos y otro en Eficiencia Energética con mención en Gestión de Sistemas Eléctricos, ambos en la Universidad de Concepción. Además tiene un Diplomado en Enologia por la Escuela Superior Abierta de Hostelería (ESAH).

## Vida pública
Fue coordinador comunal del programa de Desarrollo Local – PRODESAL del INDAP en la Ilustre Municipalidad de Cauquenes, trabajando directa e indirectamente con más de 700 familias de agricultores.
Fue también dirigente de la Asociación de Agricultores de Cauquenes.
Actualmente es parte del Directorio de la Asociación de Canalístas del Embalse Tutuven.
Es Director Ejecutivo de la Destilería Muñoz Espech (la primera destilería legalmente constituida en la Región del Maule) en la que además oficia como maestro destilador, elaborando uno de los mejores aguardientes de vino de Chile central, con uvas provenientes de un viñedo centenario ubicado al oriente de Cauquenes, en la antigua subdelegación de Pilén.